# Бребија
Бребија (итал. Brebbia) је насеље у Италији у округу Варезе, региону Ломбардија.
Према процени из 2011. у насељу је живело 3063 становника. Насеље се налази на надморској висини од 220 м.

## Становништво
| 1931. | 1936. | 1951. | 1961. | 1971. | 1981. | 1991. | 2001. | 2011. |
| ----- | ----- | ----- | ----- | ----- | ----- | ----- | ----- | ----- |
| 1.864 | 1.670 | 1.959 | 2.252 | 2.929 | 3.208 | 3.104 | 3.120 | 3.362 |